# Валтасар (сборник)
«Валтасар» (фр. Balthasar) — сборник новелл французского писателя Анатоля Франса, опубликованный в 1889 году.

## Публикация
Сборник увидел свет в парижском издательстве Кальман-Леви. Франс включил в него новеллы, прежде публиковавшиеся в периодической прессе:
- Валтасар («рождественский рассказ», впервые опубликован в 1886);
- Резеда господина кюре (новелла о современной Франции);
- Господин Пижоно (новелла о современной Франции, 1887);
- Дочь Лилит (новелла о современной Франции, 1887);
- Лета Ацилия (новелла о раннем христианстве, 1888);
- Красное яйцо (1887);
- Пчёлка (сказка, 1882).

## Оценки
Литературоведы отмечают большое тематическое разнообразие сборника: в него вошли новеллы, действие которых происходит на заре христианства и в современной автору Франции, и сказка «Пчёлка». Эти произведения создавались под влиянием философской повести XVIII века, французской новеллы XIX века, французского фольклора. Их все объединяют определённая пародийность замысла, ироническое отношение к религии и церковным институтам; специалисты видят здесь доказательства близости Франса к парнасцам и его живого интереса к современности. В дальнейшем всё это проявилось в новеллах сборника «Перламутровый ларец», романе «Таис», романах 1890-х годов, основанных на современном материале.